# جيريمي غوس
جيريمي غوس (بالإنجليزية: Jeremy Goss)‏ هو لاعب كرة قدم بريطاني، ولد في 11 مايو 1965 في أكروتيري ودكليا في المملكة المتحدة. شارك مع منتخب ويلز لكرة القدم. أما مع النوادي، فقد لعب مع كولتشستر يونايتد ونادي كينغز لين ونورويتش سيتي وهارت أوف ميدلوثيان.

## وصلات خارجية
- جيريمي غوس على موقع قاعدة بيانات كرة القدم.إي يو (الإنجليزية)
- جيريمي غوس على موقع ناشيونال فوتبول تيمز (الإنجليزية)
- جيريمي غوس على موقع عالم كرة القدم.نت (الإنجليزية)